# Пиньейру Машаду, Жозе Гомис
Жозе Гомис Пиньейру Машаду (порт. José Gomes Pinheiro Machado; 8 мая 1851, Крус-Алта, Риу-Гранди-ду-Сул — 8 сентября 1915, Рио-де-Жанейро) — бразильский государственный и политический деятель республиканского толка, аболиционист. Боролся за создание республики в Бразилии и её укрепление. Сенатор от штата Риу-Гранди-ду-Сул с 1890 года до своего убийства в 1915 году.

## Биография

### Учёба и воинская служба
Учился в военном училище, в 15-летнем возрасте оставил курс, чтобы против воли своего отца сражаться добровольцем в Парагвайской войне. Уйдя из армии в 1868 году, некоторое время провёл на ферме своего отца в Риу-Гранди-ду-Сул, чтобы оправиться от полученных в бою ран. После этого он отправился в Сан-Паулу, где в 1878 году окончил юридический факультет.
Ещё будучи студентом, вместе с несколькими коллегами основал Академический республиканский клуб и основал газету «A República». После окончания учебы он женился, всё еще в Сан-Паулу, на Бенедите Бразилине да Силва Монис и вернулся в Риу-Гранди-ду-Сул, где начал заниматься адвокатской практикой в городе Сан-Луис-дас-Миссойнс, нынешнем Сан-Луис-Гонзаге. Там же в 1879 году стал одним из основателей Республиканской партии штата Риу-Гранди-ду-Сул.

### Сенатор
После провозглашения Бразильской республики (1889) был избран сенатором, затем участвовал в Учредительном собрании (1890/1891) в городе Рио-де-Жанейро и разработке конституции 1891 года. Являлся одним из наиболее влиятельных членов Национального конгресса, но с началом федералистской революции (Revolução Federalista, 1893—1895) в своём родном штате покинул свое место в Федеральном сенате Бразилии, чтобы сражаться на стороне республиканцев, командуя организованным им Северным дивизионом (Divisão do Norte). Одержал победу над монархическими силами в битве при Пассо-Фундо в 1894 году, что принесло ему звание почетного бригадного генерала. Он вернулся в сенат, где оставался до самой смерти.
В 1897 году его обвинили в организации — в сговоре с Франсиску Глисериу и другими политиками — нападения на тогдашнего президента Пруденти ди Морайса, в результате которого погиб маршал Карлус Машуду ди Биттенкур. Обвинение стоило ему нескольких дней тюрьмы, но за отсутствием доказательств он был освобождён.
Если партии Старой республики создавались на региональном уровне, то Пиньейру Машаду с его широким политическим видением опередил своё время, основав национальную политическую партию (Консервативно-республиканскую).

### Пик влияния
В 1902 году он стал вице-президентом бразильского сената. Пиньейру Машаду достиг своего максимального влияния, когда Нилу Песанья вступил на пост президента после смерти Афонсу Пены в 1909 году. В борьбе за пост президента республики Пиньеру Машаду поддержал победившую кандидатуру маршала Эрмеса да Фонсеки в противовес Руй Барбозе. Затем играл важную роль в «политике спасения», направленной на умиротворение споров между региональными олигархиями.
Он намеревался баллотироваться на пост президента в 1914 году, но заявления его оппонентов предотвратили эту попытку. Пиньеру Машаду ушел за кулисы, откуда намеревался продолжать манипулировать парламентскими играми и государственной политикой на расстоянии.
Был убит политическими противниками в 1915 году: после двух неудачных попыток его линчевания третья закончилась его убийством.